# Let Air Transat 236

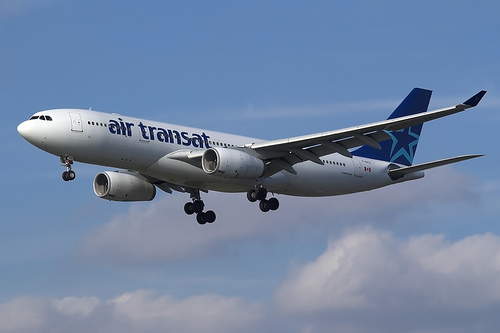
C-GITS v roce 2007

Let Air Transat 236 byl pravidelný let kanadských aerolinek Air Transat z Toronta do Lisabonu. V noci z 23. na 24. srpna 2001 došlo u Airbusu A330-243 (reg. C-GITS), který jej obsluhoval, k vyhasnutí obou motorů v důsledku vyčerpání paliva. Kapitánu Robertu Pichému se podařilo se strojem přistát na portugalské vojenské základně na Azorách. Při tvrdém přistání a následné evakuaci bylo zraněno několik cestujících. Hlavní příčinou nehody se ukázala hrubá chyba údržby.

## Příčina nehody
Vyšetřování havárie ukázalo, že její prvotní příčinou byla hrubá chyba údržby, jejíž technici při poslední výměně motoru č. 2 vyřešili (na nátlak nadřízených) nedostatek součástek hydraulického systému u nového motoru použitím zdánlivě dostatečně shodné součástky ze staršího modelu. Rozdíl ve velikosti součástek činící jen pár milimetrů způsobil přenos vibrací mezi trubicemi hydraulického a palivového systému, který po určité době vedl k perforaci palivové trubice a masivnímu úniku paliva z motoru číslo 2.
Posádka nedokázala únik paliva zavčas detekovat: tma znemožňovala vizuální kontrolu a počítačový systém s podobnou situací nepočítal a dával zpočátku jen velmi podivné a nejasné signály (především vysoký tlak v hydraulickém systému a nízkou teplotu paliva u motoru č. 2), takže piloti, kterým se nedostalo adekvátních rad ani od pozemní údržby, kterou kontaktovali, dospěli k závěru, že počítač má poruchu a poskytuje nesmyslná a nepravdivá hlášení.
Posléze piloti sami ještě zhoršili situaci tím, že na únikem zapříčiněnou nevyváženost paliva zareagovali přečerpáváním paliva, čímž nechali skrze únik u pravého motoru vytéct i velkou část paliva z levého křídla. Toto pochybení připadlo podle vyšetřovatelům částečně na vrub pilotům, částečně ale i na vrub Airbusu, neboť palubní systémy monitorující stav a spotřebu paliva a manipulující s palivem byly nedomyšlené a manuály nejasně napsané a neposkytovaly posádce dobrou oporu pro rozhodování.
Když si posádka uvědomila, že by jí skutečně mohlo docházet palivo, změnila směr na nejbližší letiště, kterým byla portugalská vojenská letecká základna na Azorách. V té době se ale piloti ještě utěšovali možností, že údaje počítače o množství a spotřebě paliva jsou nejspíše alespoň částečně nepřesné. Brzy byli ale z tohoto omylu vyvedeni realitou: motor č. 2 zhasl v 6:13, motor č. 1 v 6:26. Piloti měli nejprve obavu, zda se jim podaří doletět, nakonec ale musel kapitán Piché před přistání provést jeden obrat o 360 stupňů a několik divokých S manévrů pro vytracení přebytečné výšky. První kontakt se zemí přišel v 6:45, po čemž následoval odskok dlouhý 540 metrů. Druhé dosednutí už bylo trvalé. Piloti aktivovali naplno havarijní brzdění a snažili se je dále podpořit tím, že tlačili příď letadla dolů.
Při tvrdém přistání došlo k poškození podvozku a dolních partií letounu a ke zranění několika lidí na palubě. Další cestující se zranili při evakuaci, nicméně nikdo z 306 osob na palubě nezemřel ani netrpěl doživotními následky. Za zvládnutí situace po vyčerpání paliva byla posádka veřejností i odborníky vysoce oceněna.

## Důsledky
Společnost Air Transat uznala svou odpovědnost na havárii a dostala od kanadské vlády pokutu ve výši 250 tisíc kanadských dolarů, což je nejvyšší pokuta, jaká byla do té doby v Kanadě v oblasti letecké dopravy udělena. Společnost Airbus přepracovala na základě výsledků vyšetřování jak manuály, tak i výstupy počítače letadla z monitorování stavu paliva.
Událost byla zfilmována jednak v rámci dokumentární série Letecké katastrofy, jednak iniciovala zájem o osobu kapitána Pichého, který vyústil v natočení biografického filmu Piché: Entre ciel et terre.